# Amateuroberliga Niedersachsen 1961/62
Die Saison 1961/62 der Amateuroberliga Niedersachsen war die 13. Saison der höchsten niedersächsischen Amateurliga im Fußball. Sie nahm damals die zweithöchste Ebene im deutschen Ligensystem ein. Meister wurde der SV Arminia Hannover. Arminia, der SSV Delmenhorst und Leu Braunschweig nahmen an der Aufstiegsrunde zur Oberliga Nord teil, wo sich Hannover durchsetzen konnte. Aus der Oberliga Nord stieg Eintracht Nordhorn in die Amateuroberliga Niedersachsen ab.
Die Abstiegsplätze nahmen im Westen der BV Cloppenburg und der TuS Heidkrug sowie die Amateure des VfV Hildesheim und der SC Uelzen 09 ein. Dafür stiegen aus der Amateurliga Niedersachsen Rot-Weiß Damme und der VfL Oldenburg in die Gruppe West und der Goslarer SC 08 und Eintracht Lüneburg in die Gruppe Ost auf. Zur Saison 1962/63 wechselten Borussia Hannover und die SpVgg Preußen Hameln in die Ostgruppe sowie der TuS Celle und der VfB Peine in die Westgruppe.

## Tabellen

### West
| Pl.               | Verein                    | Sp. | S  | U  | N  | Tore    | Quote | Punkte |
| ----------------- | ------------------------- | --- | -- | -- | -- | ------- | ----- | ------ |
| 1.                | SV Arminia Hannover       | 30  | 24 | 2  | 4  | 124:270 | 4,59  | 50:10  |
| 2.                | SSV Delmenhorst           | 30  | 17 | 6  | 7  | 062:520 | 1,19  | 40:20  |
| 3.                | Germania Wilhelmshaven    | 30  | 14 | 7  | 9  | 079:650 | 1,22  | 35:25  |
| 4.                | TSR Olympia Wilhelmshaven | 30  | 13 | 7  | 10 | 064:460 | 1,39  | 33:27  |
| 5.                | VfL Osnabrück Am.         | 30  | 11 | 10 | 9  | 075:500 | 1,50  | 32:28  |
| 6.                | VfL Germania Leer         | 30  | 15 | 2  | 13 | 078:700 | 1,11  | 32:28  |
| 7.                | Sparta Nordhorn           | 30  | 12 | 7  | 11 | 056:560 | 1,00  | 31:29  |
| 8.                | Eintracht Osnabrück       | 30  | 13 | 5  | 12 | 053:580 | 0,91  | 31:29  |
| 9.                | Borussia Hannover (N)     | 30  | 11 | 6  | 13 | 069:620 | 1,11  | 28:32  |
| 10.               | SpVgg Preußen Hameln      | 30  | 10 | 8  | 12 | 041:510 | 0,80  | 28:32  |
| 11.               | TuS Haste 01              | 30  | 9  | 9  | 12 | 051:540 | 0,94  | 27:33  |
| 12.               | Victoria Oldenburg        | 30  | 10 | 7  | 13 | 046:660 | 0,70  | 27:33  |
| 13.               | Kickers Emden             | 30  | 11 | 5  | 14 | 047:740 | 0,64  | 27:33  |
| 14.               | SV Meppen (N)             | 30  | 10 | 6  | 14 | 074:850 | 0,87  | 26:34  |
| 15.               | BV Cloppenburg            | 30  | 10 | 3  | 17 | 049:790 | 0,62  | 23:37  |
| 16.               | TuS Heidkrug (N)          | 30  | 3  | 4  | 23 | 033:106 | 0,31  | 10:50  |
| Stand: Saisonende |                           |     |    |    |    |         |       |        |

### Ost
| Pl.               | Verein                     | Sp. | S  | U  | N  | Tore    | Quote | Punkte |
| ----------------- | -------------------------- | --- | -- | -- | -- | ------- | ----- | ------ |
| 1.                | Leu Braunschweig           | 30  | 17 | 10 | 3  | 077:400 | 1,93  | 44:16  |
| 2.                | Teutonia Uelzen            | 30  | 17 | 7  | 6  | 067:420 | 1,60  | 41:19  |
| 3.                | VfL Wolfsburg              | 30  | 16 | 7  | 7  | 076:420 | 1,81  | 39:21  |
| 4.                | Hannover 96 Am.            | 30  | 12 | 9  | 9  | 064:590 | 1,08  | 33:27  |
| 5.                | 1. SC Göttingen 05         | 30  | 13 | 6  | 11 | 055:540 | 1,02  | 32:28  |
| 6.                | 1. FC Wolfsburg            | 30  | 13 | 5  | 12 | 056:590 | 0,95  | 31:29  |
| 7.                | SV Union Salzgitter        | 30  | 11 | 8  | 11 | 049:540 | 0,91  | 30:30  |
| 8.                | VfB Peine                  | 30  | 10 | 8  | 12 | 042:470 | 0,89  | 28:32  |
| 9.                | Sportfreunde Ricklingen    | 30  | 9  | 10 | 11 | 043:510 | 0,84  | 28:32  |
| 10.               | Eintracht Braunschweig Am. | 30  | 9  | 9  | 12 | 056:500 | 1,12  | 27:33  |
| 11.               | Wolfenbütteler SV          | 30  | 10 | 7  | 13 | 049:540 | 0,91  | 27:33  |
| 12.               | Hannoverscher SC           | 30  | 9  | 9  | 12 | 044:490 | 0,90  | 27:33  |
| 13.               | TuS Celle                  | 30  | 10 | 7  | 13 | 047:630 | 0,75  | 27:33  |
| 14.               | SVG Göttingen 07           | 30  | 9  | 8  | 13 | 057:650 | 0,88  | 26:34  |
| 15.               | SC Uelzen 09 (N)           | 30  | 10 | 6  | 14 | 037:540 | 0,69  | 26:34  |
| 16.               | VfV Hildesheim Am.         | 30  | 4  | 6  | 20 | 027:630 | 0,43  | 14:46  |
| Stand: Saisonende |                            |     |    |    |    |         |       |        |

| (A) | Absteiger aus der Oberliga Nord 1960/61              |
| (N) | Aufsteiger aus der Amateurliga Niedersachsen 1960/61 |

### Entscheidungsspiele um Platz 14
Die punktgleichen Mannschaften aus Göttingen und Uelzen mussten den zweiten Absteiger ausspielen. Das Spiel fand am 13. Mai 1962 im neutralen Peine statt. 
|                  | Ergebnis |              |
| ---------------- | -------- | ------------ |
| SVG Göttingen 07 | 1:0      | SC Uelzen 09 |

## Niedersachsenmeisterschaft
Die beiden Staffelsieger ermittelten in Hin- und Rückspiel den Niedersachsenmeister. Gespielt wurde am 21. und 29. April 1962. Arminia Hannover setzten sich dabei durch.
|                                                | Gesamt |                                            | Hinspiel | Rückspiel |
| ---------------------------------------------- | ------ | ------------------------------------------ | -------- | --------- |
| SV Arminia Hannover (Meister der Staffel West) | 10:10  | Leu Braunschweig (Meister der Staffel Ost) | 5:0      | 5:1       |

## Qualifikation zur Qualifikationsrunde zur Oberliga Nord
Die beiden Vizemeister der Amateuroberliga Niedersachsen ermittelten den dritten niedersächsischen Teilnehmer an der Aufstiegsrunde. Die Qualifikation wurde in Hin- und Rückspiel ausgetragen. Die Spiele fanden am 29. April und 6. Mai 1962 statt. 
|                                                | Gesamt |                                               | Hinspiel | Rückspiel |
| ---------------------------------------------- | ------ | --------------------------------------------- | -------- | --------- |
| SSV Delmenhorst (Vizemeister der Staffel West) | 2:1    | Teutonia Uelzen (Vizemeister der Staffel Ost) | 1:0      | 1:1       |

## Aufstiegsrunde zur Amateuroberliga
Die acht Meister der Amateurligen ermittelten im Ligasystem vier Aufsteiger in die Landesliga. Die beiden Gruppensieger und Gruppenzweiten stiegen auf.

### Gruppe A
| Pl.               | Verein                                             | Sp. | S | U | N | Tore    | Quote | Punkte |
| ----------------- | -------------------------------------------------- | --- | - | - | - | ------- | ----- | ------ |
| 1.                | Eintracht Lüneburg (Meister der Amateurliga 7)     | 6   | 3 | 2 | 1 | 012:800 | 1,50  | 08:40  |
| 2.                | Goslarer SC 08 (Meister der Amateurliga 4)         | 6   | 1 | 4 | 1 | 009:800 | 1,13  | 06:60  |
| 3.                | SV Obernkirchen (Meister der Amateurliga 3)        | 6   | 1 | 3 | 2 | 008:900 | 0,89  | 05:70  |
| 4.                | TSG Hannoversch Münden (Meister der Amateurliga 5) | 6   | 1 | 3 | 2 | 008:120 | 0,67  | 05:70  |
| Stand: Saisonende |                                                    |     |   |   |   |         |       |        |

### Gruppe B
| Pl.               | Verein                                     | Sp. | S | U | N | Tore    | Quote | Punkte |
| ----------------- | ------------------------------------------ | --- | - | - | - | ------- | ----- | ------ |
| 1.                | VfL Oldenburg (Meister der Amateurliga 1)  | 6   | 4 | 0 | 2 | 020:120 | 1,67  | 08:40  |
| 2.                | Rot-Weiß Damme (Meister der Amateurliga 2) | 6   | 3 | 0 | 3 | 018:180 | 1,00  | 06:60  |
| 3.                | Cuxhavener SV (Meister der Amateurliga 6)  | 6   | 2 | 1 | 3 | 012:120 | 1,00  | 05:70  |
| 4.                | SC Lüstringen (Meister der Amateurliga 8)  | 6   | 2 | 1 | 3 | 014:220 | 0,64  | 05:70  |
| Stand: Saisonende |                                            |     |   |   |   |         |       |        |